# François Petit (escalador)
François Petit (Albertville, 27 de marzo de 1975) es un deportista francés que compitió en escalada, especialista en la prueba de dificultad.
Ganó dos medallas en el Campeonato Mundial de Escalada, oro en 1997 y bronce en 2001, y dos medallas de plata en el Campeonato Europeo de Escalada, en los años 1992 y 1996.

## Palmarés internacional
| Campeonato Mundial | Campeonato Mundial   | Campeonato Mundial | Campeonato Mundial |
| Año                | Lugar                | Medalla            | Prueba             |
| ------------------ | -------------------- | ------------------ | ------------------ |
| 1997               | París (Francia)      | Medalla de oro     | Dificultad         |
| 2001               | Winterthur (Suiza)   | Medalla de bronce  | Dificultad         |
| Campeonato Europeo |                      |                    |                    |
| Año                | Lugar                | Medalla            | Prueba             |
| 1992               | Fráncfort (Alemania) | Medalla de plata   | Dificultad         |
| 1996               | París (Francia)      | Medalla de plata   | Dificultad         |